# Pakuły (województwo śląskie)
Pakuły (niem. Pakullen) — wieś w Polsce położona w województwie śląskim, w powiecie lublinieckim, w gminie Woźniki, będąca częścią sołectwa Kamieńskie Młyny.
Miejscowość położona około 7 km na północ od Woźnik. Graniczy od wschodu z Rudnikiem Małym, od północy ze Starczą, od południa z Ligotą Woźnicką a od zachodu z Kamieńskimi Młynami. Przez miejscowość przepływa rzeka Kamieniczanka.
W latach 1975–1998 miejscowość administracyjnie należała do województwa częstochowskiego.